# جعدة مسقطية
جعدة مسقطية (الاسم العلمي Teucrium mascatense)، نوع نبات عشبي من فصيلة الشفوية ورتبة الشفويات. موطنها سلطنة عمان.